# Фонтана-Лири
Фонтана-Лири (итал. Fontana Liri) — коммуна в Италии, располагается в регионе Лацио, подчиняется административному центру Фрозиноне.
Население составляет 3215 человек, плотность населения составляет 214 чел./км². Занимает площадь 15 км². Почтовый индекс — 03035. Телефонный код — 0776.
Покровительницей коммуны почитается святая великомученица Варвара, празднование 4 декабря.